# Wagner (stacja metra)
Wagner – stacja metra w Mediolanie, na linii M1. Znajduje się na piazza Richard Wagner, w Mediolanie i zlokalizowana jest pomiędzy stacjami Pagano i De Angeli. Została otwarta w 1966.